# Алискендаров, Эльдар Кухмазович
Эльда́р Кухма́зович Алискенда́ров (лезг. Алискендарин Кухмазан хва Эльдар; 15 марта 1993, с. Гапцах, Магарамкентский район, Дагестан, Россия) — российский армрестлер, четырёхкратный чемпионом мира по армспорту среди спортсменов в возрасте до 22 лет, обладатель Кубка мира 2014 года среди профессионалов. Признан лучшим спортсменом по армрестлингу в России в весовой категории до 100 кг 2014 года.

## Биография
Родился в 1993 году в с. Гапцах Магарамкентского района (Дагестан, Россия). По национальности — лезгин.
Тренироваться начал с 14 лет у Рустама Салманова. Выступал за ахтынскую ДЮСШ № 2 (тренер — Шахэмиров Исамедин).
Заочно учится в Дербентском филиале Дагестанского государственного педагогического университета. На четвёртом курсе, зимой 2014 года, добровольно пошёл служить в российской армии. Службу начал проходить в Самаре на должности водителя-электрика ремонтной роты самарского мотострелкового соединения. Если бы армрестлинг входил в перечень олимпийских видов спорта, Алискендарова призвали бы в специализированную спортивную роту. В служебное время Эльдар осваивает воинскую специальность, а тренируется в послеобеденное время. На тренировки у Эльдара уходит около 3-4 часов в день.
Специально для него в спортзал части доставили стол для армрестлинга, а в тренажёрный зал — специальный тренажёр для развития мышц-пронаторов. В бригадной столовой ему и другим мусульманам вместо свинины готовят говядину и курятину. Из Дербента ему присылают спортивное питание.
В марте 2015-го рядовой Алискендаров должен отправиться в Екатеринбург на чемпионат России по армрестлингу и выступать за сборную команду Вооруженных сил.
В 2017 году окончил Дагестанский государственный педагогический университет. Работает в тренером-преподавателем в ахтынской ДЮСШ № 2.

## Карьера
В 2011 году Эльдар Алискендаров стал победителем европейского турнира по армспорту в весовой категории до 80 кг, проходившего в турецком городе Анталья.
В феврале 2014 года на первенстве России по армспорту в г. Раменское (Московская область), выступая в весовой категории 90 кг, Алискендаров стал чемпионом России.
В сентябре 2014 года на проходившем в Вильнюсе (Литва) 36-м чемпионате мира по армспорту Эльдар Алискендаров занял первое место в абсолютной весовой категории.